# Oroszországi Madárvédelmi Szövetség
Az Oroszországi Madárvédelmi Szövetség (orosz nyelven: Союз охраны птиц России) 1993-ban alakult oroszországi társadalmi szervezet (obscsesztvennaja organyizacija), természetvédelmi irányultságú nonprofit szervezet. Székhelye Moszkvában van, részlegeket tart fenn az ország 64 szubjektumában. Logójában a rajz egy vékonycsőrű pólingot ábrázol.
Célja országosan a biológiai sokféleség fenntartása, a létező madárfajok megóvása, a vadon élő madarak számának és élőhelyeinek megőrzése, valamint a madár- és természetvédelmi ismeretterjesztés.

## Megalakulása
A szervezet létrehozását az 1993-ban tartott alakulógyűlésen határozták el. Alapítói között egyaránt voltak magánszemélyek és jogi személyek, egyetemi tanárok, ornitológusok, környezetvédők, természetvédelmi szervezetek és hivatalok képviselői, társadalmi szervezetek. Elnöknek Vlagyimir Jevgenyjevics Flint ornitológust választották. A szervezet újabb alapszabályát 1999-ben újították meg és jegyezték be. 

## Irányítása
A szövetség irányító szervei:
- a szövetségi konferencia – három évente hívják össze, ekkor választják meg titkos szavazással az elnököt, a három elnökhelyettest, a központi tanács és az ellenőrző bizottság tagjait
- a központi tanács – évente egyszer ülésezik; az elnökön és helyettesein kívül további választott tagjai is vannak; megválasztja az iroda (Büro) tagjait és annak elnökét
- az iroda (Büro) és annak elnöke végzi az operatív vezetést, viszi a napi ügyeket.

A szervezet elnöke a kezdetektől húsz éven át Vlagyimir Jevgenyjevics Flint (1924–2004) neves ornitológus volt (1993–2003. december között elnök, azt követően tiszteleti elnök). Később több személy váltotta egymást ezen a poszton. 2020 elejétől a szervezet elnöke Vlagyimir Nyikolajevics Melnyikov, az ivanovói egyetem botanikai és zoológiai tanszékének docense. A korábbi elnök, A. V. Szaltikov elnökhelyettes lett.

## Tevékenysége
A szervezet három fő irányban fejti ki tevékenységét. 
- Az egyes madárfajok, fajcsoportok, ornitológiai komplexumok megóvására irányuló tevékenység, információk gyűjtése a ritka fajok elterjedtségéről és egyedszámáról, a madarak védelmére irányuló akciók (pl. akciók a tavaszi vadászat ellen)

- A második tevékenységi kör magába foglalja a madarak élőhelyeinek: a legfontosabb szárazföldi vagy vizes ornitológiai területeknek a védelmét, a telelő- és fészkelőhelyek, a madárvonulások pihenőhelyeinek megóvását

- A környezetvédelem oktatása, a lakosság felvilágosítása, bevonása a madárvédelem egyes területeire. Ez általában tömeges akciók és kampányok szervezését jelenti, mint az „Az év madara” akció, melynek célja, hogy egy-egy madárfajra vagy fajcsoportra, annak védelmére irányítsa a lakosság figyelmét; 2010-ben a bíbic, 2015-ben a kerti rozsdafarkú, 2020-ban a daru lett az év madara. Hasonló tömeges program a „Tavaszi madárnap” vagy a „Nemzetközi madármegfigyelés napja”, az utóbbi a hagyományos nemzetközi EuroBirdWatch programhoz kapcsolódik.[4][5]

Rendszeresen megjelenő ismeretterjesztő kiadványuk a Mir ptic (Мир птиц, magyarul: A madarak világa).
A szövetség gyakran vesz részt egyetemekkel, akadémiai intézetekkel közös szakmai konferenciák rendezésében, ilyen többek között a szibériai ornitológiai konferencia (Barnaul, 2020. október).